# هورایزن وردز
هورایزن وردز (به انگلیسی: Horizon Worlds) (یا فیس‌بوک هورایزن سابق (به انگلیسی: Facebook Horizon)) بازی ویدئویی چندنفره واقعیت مجازی است که توسط متا پلتفرمز با موتور بازی سیستم ساخت بازی برای سیستم‌های مایکروسافت ویندوز و اوکلوس کوئست توسعه و منتشر شد. بعد از انتشار نسخهٔ بتا در اوت ۲۰۲۰، نسخهٔ اصلی آن در ۹ دسامبر ۲۰۲۱ در آمریکا و کانادا برای افراد بالای ۱۸ منتشر شد.

## توسعه
توسعه و ساخت هورایزن وردز (فیس‌بوک هورایزن سابق) به دنبال ساخت اپلیکیشن‌های اجتماعی واقعیت مجازی قبلی توسط فیس‌بوک (اوکلوس رومز، اوکلوس ونیوس و فیسبوک اسپیسس) بود که بیشتر بر محتوای تولیدی کاربران تمرکز داشت. شرکت فیس‌بوک، فیس‌بوک هورایزن را به عنوان دنیای مجازی اجتماعی جدید در کنفرانس اوکلوس کانکت ۶ در سپتامبر ۲۰۱۹ معرفی کرد. در آگوست ۲۰۲۰، فیس‌بوک اعلام کرد که کاربران به نسخهٔ بتا با دعوتنامه دسترسی خواهند داشت. اندرو باسورث، رئیس اوکلوس در مصاحبه‌ای با اسکات استین در ژانویه ۲۰۲۱، از اینکه فیس‌بوک هورایزن برای دسترسی عموم مردم آماده نیست ابراز نگرانی کرد. در ۷ اکتبر ۲۰۲۱ فیس‌بوک، نام فیس‌بوک هورایزن را به هورایزن وردز تغییر داد. نسخهٔ اصلی هورایزن وردز در ۹ دسامبر ۲۰۲۱ در آمریکا و کانادا برای افرای بالای ۱۸ منتشر شد.

## پیوندها به بیرون
- وب سایت رسمی